# آرمان ملی (روزنامه چاپ تهران)
آرمان ملی نشریه‌ای خبری ـ تحلیلی است که از سال ۱۳۹۶ در تهران چاپ و در سراسر کشور منتشر می‌شود. اولین سری چاپ روزنامه در تاریخ ۱۳۹۶/۰۲/۰۷ منتشر شد. در این روزنامه گزارش‌ها و یادداشت‌هایی از بزرگان و کارشناسان فرهنگی، اجتماعی، اقتصادی و سیاسی منتشر شده است.